# Józef Barbag

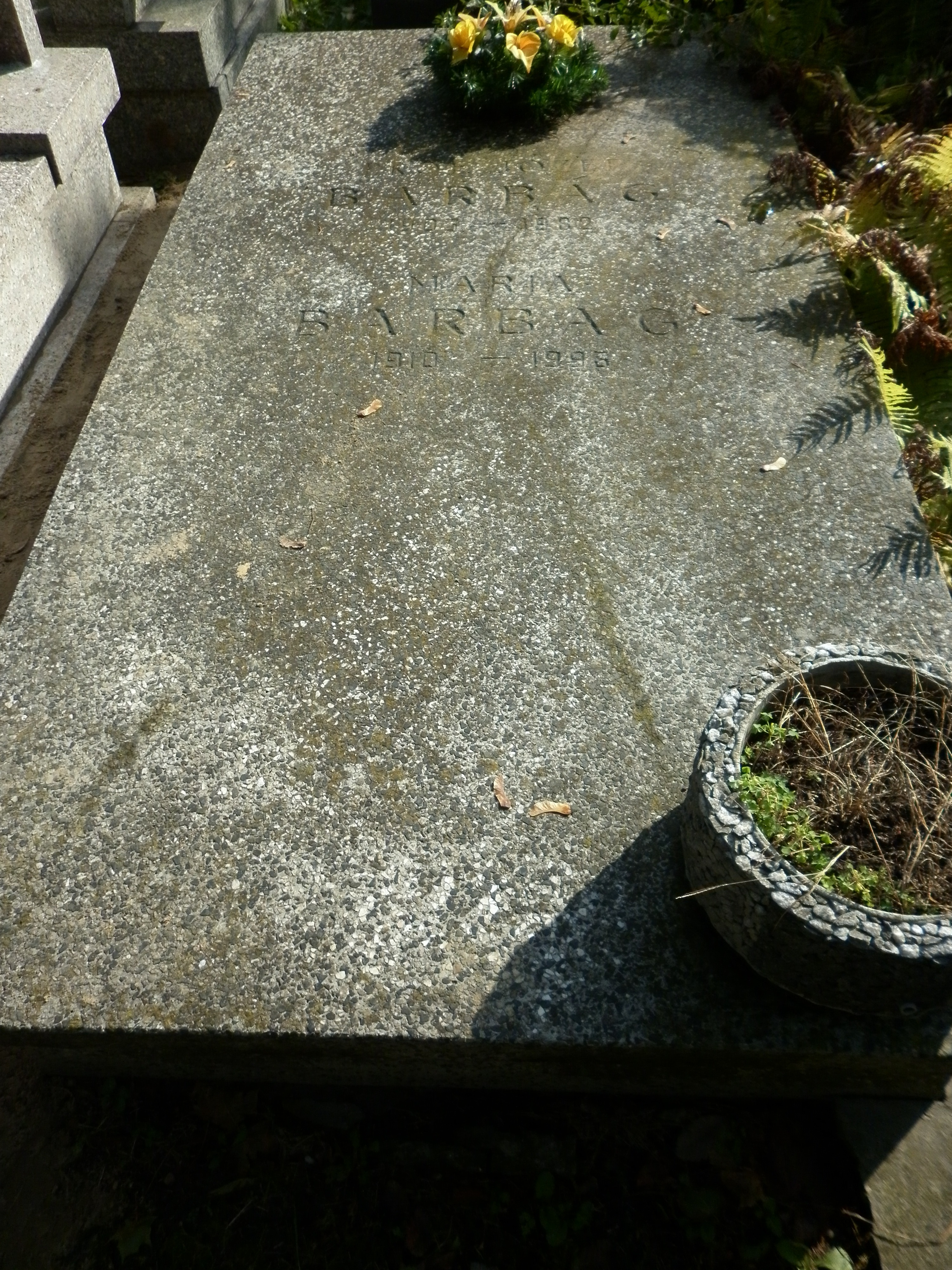
Grób Józefa Barbaga na Cmentarzu Wojskowym na Powązkach

Józef Barbag (ur. 9 kwietnia 1903 w Brodach, zm. 19 czerwca 1982) – polski geograf; zajmował się zagadnieniami z zakresu geografii politycznej, regionalnej i metodyki geografii.
Studiował na Wydziale Matematyczno-Przyrodniczym Uniwersytetu Jana Kazimierza we Lwowie (1922–1927), uzyskał ponadto dyplom nauczyciela szkół średnich i pracował przed wojną w gimnazjach w Międzyrzecu, Radomsku i Równem; w Równem był dyrektorem szkoły średniej w okresie okupacji radzieckiej Polski. Autor rozprawy doktorskiej Kształtowanie się granic politycznych oraz integracja i dezintegracja państw w latach 1900-1962 (Uniwersytet Łódzki, 1964), wydanej później w wersji rozszerzonej pt. Zarys geografii politycznej (PWN, 1971). Podręcznik ten stał się sygnałem powrotu problematyki geografii politycznej, eliminowanej po II wojnie światowej przez władze PRL.
Od 1968 profesor Uniwersytetu Warszawskiego, w latach 1964–1972 (do przejścia na emeryturę) kierownik Katedry Geografii Regionalnej, później Zakładu Geografii Regionalnej i Politycznej. Redaktor naczelny czasopisma przedmiotowego „Geografia w Szkole” (zał. 1948). 
Wybrane publikacje: Geografia polityczna ogólna (1971), Geografia ekonomiczna Stanów Zjednoczonych i Kanady (1974), Wielka Brytania (1976), Geografia gospodarki świata (1984).
Był odznaczony m.in. Krzyżem Komandorskim i Oficerskim Orderu Odrodzenia Polski, Złotym Krzyżem Zasługi, Medalem 10-lecia Polski Ludowej oraz Medalem Zwycięstwa i Wolności 1945. Jest pochowany na Cmentarzu Wojskowym na Powązkach w Warszawie w kwaterze 37C-7-2. 